# Himne Nacional Surinamès
God zij met ons Suriname (Déu estigui amb nostre Surinam) o Opo Kondreman (Eleveu fills de la nació) és l'Himne Nacional Surinamès. La cançó és bilingüe i és composta per dues estrofes, una en idioma neerlandès i altra en Sranan tongo.
El text va ser establerta oficialment en 1959 pel Parlament de Surinam (Staten van Suriname) en substitució de la Suriname’s Trotsche Stroomen que fins aleshores havia estat l'himne oficial surinamès.

## Història
El text en la seva versió actual és compost per Trefossa, pseudònim s'amaga el poeta surinamès Henry Frans de Ziel (1916–1975). Aquesta cançó va ser escrita en 1893 pel predicador luterà Cornelis Atses Hoekstra per a una escola dominical, però es va convertir en l'himne no oficial del país. Originalment el text va ser cantat en 1876 amb la melodia composta per John Corstianus de Puy (1835-1924). Per al nou himne oficial es va triar la composició de Johannes Nicolaas Welkom Helston (1853-1927).
No obstant això, es va dir que el govern colonial estava contra la melodia, de manera que va ser canviada (en aquest cas la segona estrofa en sranantongo) per la música que De Puy havia compost. La segona estrofa va ser escrita en surinamès por Henri Frans De Zielen 1959.

## Lletra de l'himne
God zij met ons Suriname

Opo Kondreman

(Himne Nacional Surinamès)
God zij met ons Suriname
Hij verheff’ ons heerlijk land
Hoe wij hier ook samen kwamen
Aan zijn grond zijn wij verpand
Werkend houden w’ in gedachten
Recht en waarheid maken vrij
Al wat goed is te betrachten
Dat geeft aan ons land waardij.
Opo, kondreman un opo
Sranangron e kari un
Wans ope tata komopo
Wi mu seti kondre bun.
Stre def stre, wi no sa frede
Gado de wi fesiman.
Eri libi, te na dede
Wi sa feti, gi Sranan.